# Dominicas de Santa Catalina de Siena de Filipinas
La Congregación de Religiosas Dominicas de Santa Catalina de Siena es una congregación religiosa católica femenina, de vida apostólica y de derecho pontificio, fundada en 1696 por los religiosos españoles Juan de Santo Domingo y Francisca del Espíritu Santo Fuentes, en la localidad de Intramuros (Manila). A las miembros de este instituto se les conoce como Religiosas Dominicas de Santa Catalina de Siena y posponen a sus nombres las siglas O.P.

## Historia

Francisca del Espíritu Santo Fuentes (1647-1711), fundadora de la congregación, es considerada sierva de Dios en la Iglesia católica.

La congregación tiene su origen en 1696, cuando el fraile dominico Juan de Santo Domingo, con la ayuda de la monja Francisca del Espíritu Santo, establecieron un beaterio de dominicas en la localidad de Intramuros, en la ciudad de Manila (Filipinas).
El beaterio fue agregado a la Orden de Predicadores por el maestro general Aniceto Fernández, recibió la aprobación de derecho diocesano en 1696, de parte del arzobispo Diego Camacho y Ávila, de la arquidiócesis de Manila. La Santa Sede reconoció el instituto como congregación religiosa de derecho pontificio.

## Organización
La Congregación de Religiosas Dominicas Santa Catalina de Siena es un instituto religioso internacional, de derecho pontificio y centralizado, cuyo gobierno es ejercido por una priora general, es miembro de la Familia dominica y su sede se encuentra en Quezon City (Filipinas).
Las Dominicas de Santa Catalina de Siena se dedican a las misiones, especialmente en el campo de la educación. En 2017, el instituto contaba con 274 religiosas y 48 comunidades, presentes en Estados Unidos, Filipinas e Italia.